# Figues albardades
Les figues albardades, figues fregides, nyofles o bunyols de figa són un dolç típic valencià, present antigament a Catalunya, existint actualment a les Terres de l'Ebre una elaboració semblant anomenada Paracota.
Les figues albardades es mengen sobretot a les festes de primavera arreu de les comarques valencianes, especialment a les comarques centrals i del sud, i a la zona de Castelló, sent típiques de la Festa de la Magdalena. A Catalunya se solien menjar en hivern, des de Tots Sants fins al Nadal.
Per a la seua elaboració, cal partir les figues per la meitat i s'uneixen de dos en dos, aleshores s'arrebossen, o albarden, en la massa de bunyol i es fregeixen. En la cuina popular existeixen també els bunyols amb poma o amb banana, trets característics d'una cultura culinària que pretén fer festa de qualsevol recepta, per humil que aquesta siga.